# TerreStar-1
TerreStar-1 est un satellite commercial de télécommunications qui appartient à TerreStar Networks (en), un opérateur de télécommunication américain dont le siège est à Reston. Il a été construit par Space Systems/Loral (SS/L) à Palo Alto.
Il a été lancé le 1er juillet 2009 par un lanceur Ariane 5 depuis la base spatiale de Kourou. D’un poids de 6,91 tonnes, il était, lors de son lancement, « le plus gros satellite commercial de télécommunications jamais lancé ».
TerreStar-1 offre des services de télécommunications de nouvelle génération sur l'ensemble des États-Unis et du Canada et devrait être en service pendant une quinzaine d'années. Il fournit aussi des services sécurisés aux gouvernements, dans les situations d'urgence, aux communautés rurales et aux entreprises.
Un second satellite, TerreStar-2, renommé EchoStar XXI (en), a été lancé en 2017 par un lanceur Proton.